# Samuel Thurston

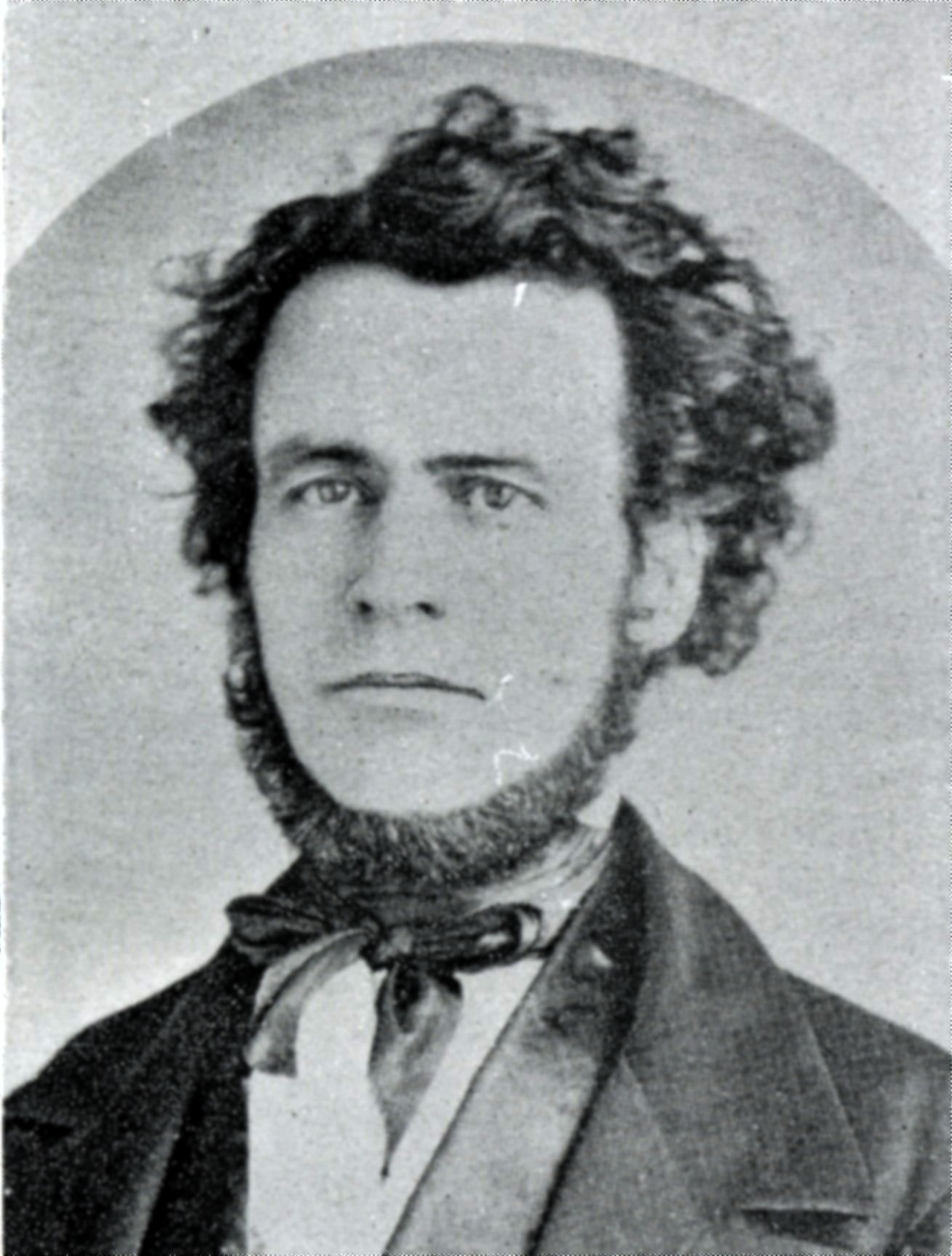
Samuel Thurston

Samuel Royal Thurston (* 17. April 1815 in Monmouth, Kennebec County, Maine; † 6. April 1851 auf offener See) war ein US-amerikanischer Politiker. Zwischen 1849 und 1851 vertrat er das Oregon-Territorium als Delegierter im US-Repräsentantenhaus.

## Frühe Jahre
Samuel Thurston besuchte das Wesleyan Seminary in Readfield und danach das Dartmouth College in Hanover (New Hampshire). Danach studierte er bis 1843 am Bowdoin College in Brunswick. Nach einem anschließenden Jurastudium und seiner 1844 erfolgten Zulassung als Rechtsanwalt begann er im selben Jahr in Brunswick in seinem neuen Beruf zu arbeiten. Im Jahr 1845 zog Thurston nach Burlington, wo er wieder als Anwalt arbeitete und die Zeitung Iowa Gazette herausgab.

## Politische Laufbahn in Oregon
Im Jahr 1847 kam er über den Oregon Trail nach Oregon. Dort ließ er sich zunächst in Hillsboro als Anwalt nieder. Im Jahr 1849 zog er nach Oregon City. Thurston wurde Mitglied der Demokratischen Partei. Nach der Gründung des Oregon-Territoriums im August 1848 wurde er zum ersten Delegierten dieses Gebiets im US-Repräsentantenhaus gewählt. In Washington, D.C. absolvierte er zwischen dem 4. März 1849 und dem 3. März 1851 eine Legislaturperiode; als Delegierter hatte er allerdings kein Stimmrecht im Kongress. Er widersetzte sich aber erfolgreich den Landansprüchen der Hudson’s Bay Company, die in Fort Vancouver einen Stützpunkt hatte, und unterstützte im Jahr 1850 die Verabschiedung des Donation Land Claim Act, durch den jede Familie in Oregon etwa 2,6 Quadratkilometer Land erhielt, wenn sie bereit war, sich dort dauerhaft niederzulassen und das Land mindestens vier Jahre lang zu bearbeiten. Thurston war aber auch ein Rassist. Er forderte, die Zuwanderung von Afroamerikanern nach Oregon zu verbieten.

## Weiterer Lebenslauf
Thurstons Amtszeit im Kongress endete am 3. März 1851. Auf der Heimreise erkrankte er an Bord des Schiffes „California“ und starb. Er wurde zunächst in Acapulco an Land gebracht und dort vorübergehend bestattet. Später wurde seine Leiche nach Salem überführt und dort endgültig beigesetzt.
Nach ihm ist Thurston County in Washington benannt.